# Mangun Sari
Mangun Sari is een bestuurslaag in het regentschap Lahat van de provincie Zuid-Sumatra, Indonesië. Mangun Sari telt 1666 inwoners (volkstelling 2010).